# Ville portuaire historique de Levuka
La ville portuaire historique de Levuka est la partie historique de la ville de Levuka, sur une zone côtière de l'île d'Ovalau. Elle est classée par l'Organisation des Nations Unies pour l'éducation, la science et la culture (UNESCO) comme patrimoine mondial. Le paysage urbain avec son architecture coloniale raconte l'histoire de la ville coloniale et celle des échanges culturels entre l'Océanie et l'Europe. C'est le premier site du patrimoine mondial aux Îles Fidji et le premier en Océanie à devenir un site du patrimoine mondial en tant que paysage urbain.

## Description
La ville portuaire historique de Levuka se dresse au milieu des cocotiers et des manguiers le long du front de mer de l’île d’Ovalau, avec en arrière-plan les pentes boisées du volcan éteint de l’île. À partir des années 1820, le port s’est développé comme centre d’activité commerciale des colonisateurs américains et européens et la ville est devenue la première capitale coloniale des Fidji, cédée pacifiquement par le Tui (roi) Cakobau en 1874.
Une digue de pierre et de béton court sur toute la longueur de Beach Street ; à partir de là les autres rues et allées rayonnent vers l’intérieur des terres en épousant les contours du terrain. Plus à l’intérieur des terres se trouvent les sites des deux anciens villages autochtones Totoga (Vitoga) et Nasau, situés sur l’un des trois cours d’eau drainant les pentes en surplomb de la plaine côtière. Les entrepôts de coprah et autres, les installations portuaires et les édifices commerciaux se sont développés le long de Beach Street et les résidences, les institutions religieuses, pédagogiques et sociales sont sorties de terre autour des villages autochtones. Il s’agit généralement de bâtiments de plain-pied ou de deux étages habillés de tôle ondulée ou de bardage, aux toits en croupe ou à pignon.
Le développement s’est poursuivi jusqu’au transfert de la capitale à Suva en 1882 alors que les entreprises continuaient d’établir des bases à Levuka, reflétant toutes les étapes du développement colonial dans le Pacifique sud. Les principaux éléments incluent les sites des anciens villages Totoga et Nasau, l’ancien site du Parlement de Cakobau (aujourd’hui le mémorial européen), le magasin Morris Hedstrom, l’établissement des travailleurs engagés de Baba, la résidence Hennings, le bungalow du capitaine Robbie, la cathédrale et le presbytère du Sacré-Cœur datant des années 1860, le Royal Hotel fondé à la fin des années 1860, le site de l’acte de cession, le bâtiment de l’ancien gouvernement (Nasova), les bâtiments de l’autorité portuaire, de la poste et de la douane, avec les voies ferrées jusqu’au quai qui subsistent, l’ancienne église méthodiste, l’école publique de Levuka, l’hôtel de ville, la loge maçonnique, l’Ovalau Club, le Bowling Club, les maisons des ouvriers et l’usine de boutons de nacre.

## Histoire
Le développement du quartier historique de Levuka peut être divisé en quatre phases.

### 1820-1850: la base commerciale

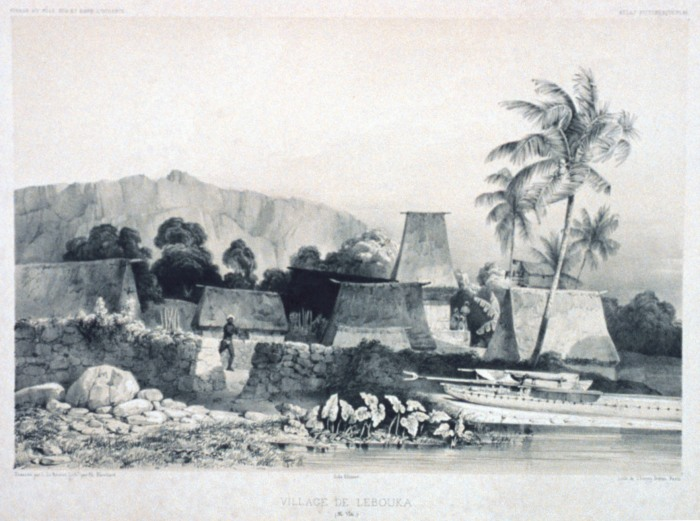
Levuka dans la première moitié du XIXe siècle, voyage de Dumont d'Urville.

La première période fait référence à celle des années 1820 à 1850, lorsqu'elle a commencé à se développer en tant que base de commerce en "bêche-de-mer". Les ruines du village de Vitoga, qui existait à l'origine, racontent l'histoire de cette période.

### 1850-1874: le règne de Cakobau
La seconde période qu'on peut situer entre 1850 et 1874 voit Seru Epenisa Cakobau (=Zakombau) devenir l'un des rois du royaume des Fidji, basé à Levuka. Au cours de cette période, le nombre de colons européens a augmenté et des bâtiments chrétiens tels que des églises méthodistes ont été construits.

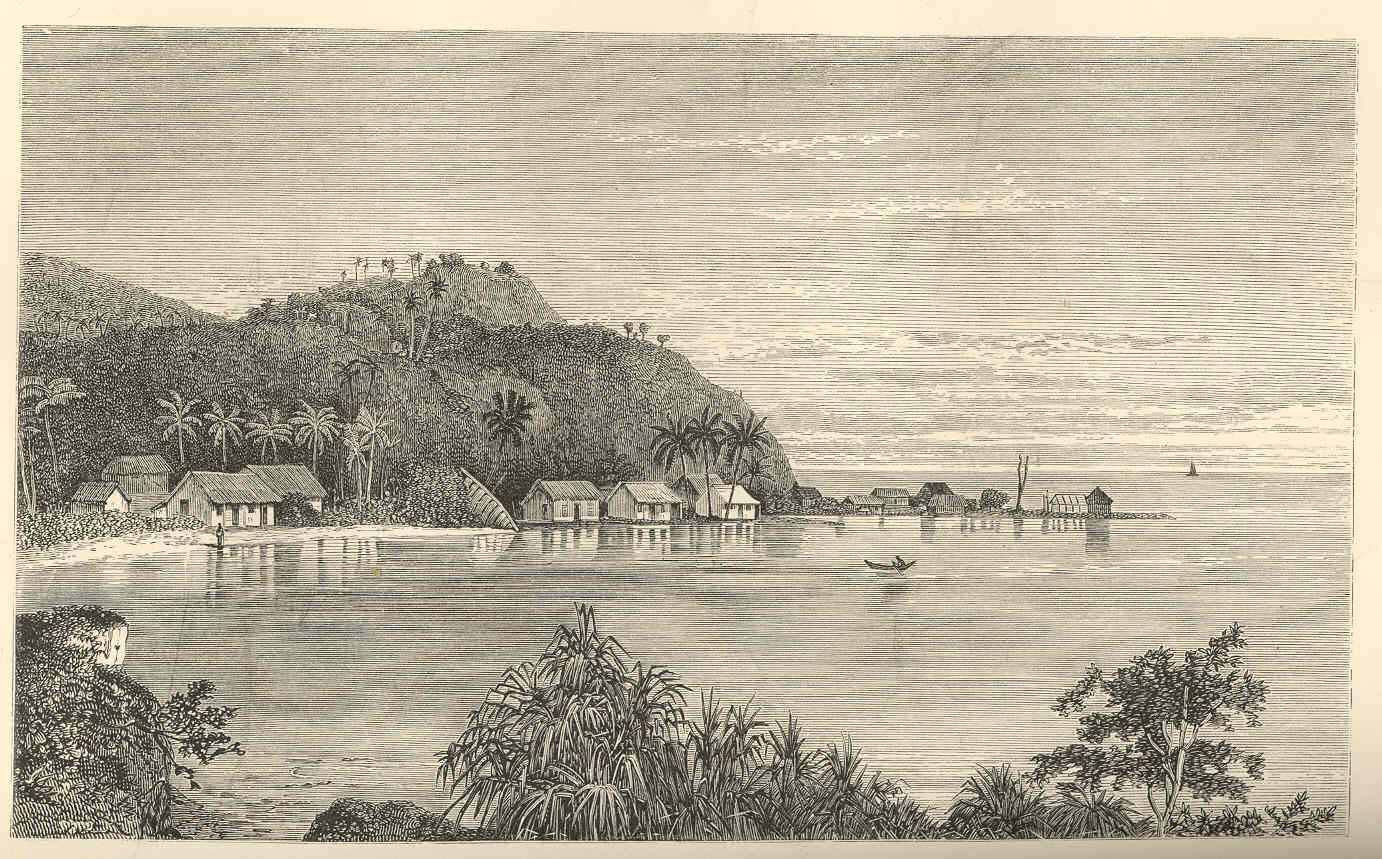
Levuka en 1865 par Julius Brenchley.

### 1874-1882: la capitale des Fidji
La troisième période commence en 1874. Reconnu par le roi du Royaume-Uni en 1871, Zakombau a accepté de faire des Fidji un protectorat britannique. Levuka a été la première capitale des Fidji, devenus pratiquement une colonie. Ce fut l'apogée de Levuka, mais la capitale a été transférée à Suva sur l'île de Viti Levu en 1882 en raison de contraintes topographiques (bande de terre étroite et longue avec tout de suite à son dos la montagne). La troisième période fait référence à la période de huit ans seulement de 1874 à 1882. Cependant, le transfert de capitale en peu de temps a donné à Levuka un caractère distinct des nombreuses villes portuaires restantes en Océanie, en particulier Apia, la capitale des Samoa. Si Apia et Levuka se distinguent des autres villes portuaires d'Océanie par le fait même d'avoir été la capitale portuaire pendant la période coloniale, Apia ne possède plus l'ensemble de bâtiments traduisant les étapes du développement, du fait qu'il reste la capitale, contrairement à Levuka. En revanche, à Levuka, le groupe des bâtiments qui traduisent chaque période est bien conservé, grâce à la brièveté de la période pendant laquelle elle a été la capitale et au lent déclin qui l'a suivie. C'est un point qui a également été évalué lors de son inscription en tant que site du patrimoine mondial.

### 1882-1930
La quatrième période va de 1882 aux années 1930, après qu'elle n'ait plus été la capitale. Le cyclone de 1895 a causé d'importants dégâts à Levuka, et certains des bâtiments de cette période ont été reconstruits à cette époque.

Levuka en 1907, par I. Friedlaender, géologue.

### Période contemporaine
En février 2016, le Cyclone Winston (en) a causé de graves dommages aux rues historiques de Levuka, un appel a été lancé par le Centre du patrimoine mondial attirant l'attention du monde sur les dommages.

## Bâtiments principaux

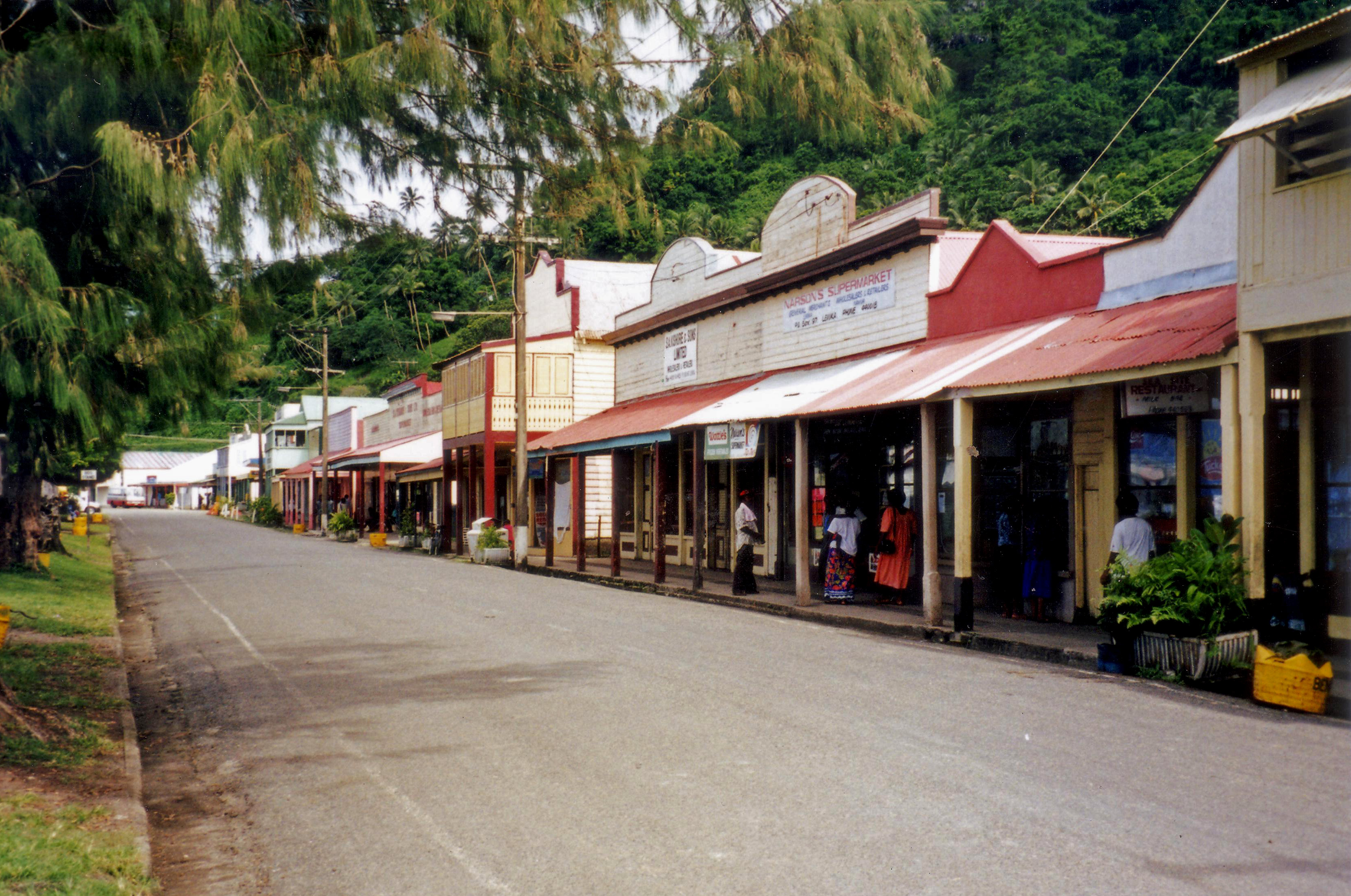
Rue de la plage

Il reste à Levuka un groupe de bâtiments en bois de style colonial à un ou deux étages. La rue que l'on peut qualifier de principale à Levuka est la rue côtière de la plage. Au sud de cette rue se trouve l'ancienne mairie de Levuka (construction en bois) de la fin du XIXe siècle. En se dirigeant vers le centre au long de cette rue, on peut observer des maisons construites dans les années 1890 et l'église du Sacré-Cœur. L'église du Sacré-Cœur a été érigée en 1866 et possède une tour d'horloge en pierre.
En allant vers l'intérieur du pays, on trouvera le plus ancien hôtel des Fidji (1874), le Royal Hostel, en bois, de deux étages, ainsi que la première école publique des Fidji, la Levuka Public School (ouverte en 1879).

## Inscription au patrimoine mondial

### Processus d'inscription
À Levuka, une société commerciale japonaise a construit une usine de transformation du thon dans les années 1960. Plus tard, la gestion a été transférée à une entreprise américaine de transformation du poisson, les emplois générés par cette usine ont soutenu l'économie de Levuka. L'intérêt pour le paysage urbain historique a augmenté dans les années 1970 en lien avec la promotion du tourisme aux Fidji, et en 1989, Levuka a été reconnue comme une "ville historique".
La Convention du patrimoine mondial a été ratifiée par Fidji le 21 novembre 1990, l'année suivante. Ensuite les Fidji ont  demandé l'ajout de Levuka à la Liste du patrimoine mondial.
Les Fidji ont reçu 10 000 dollars en 2003 et 15 000 dollars en 2008 du Fonds du patrimoine mondial dans le but de conduire des études comparatives et de développer des systèmes de protection et de gestion.
La demande d'inscription officielle a été acceptée par le Centre du patrimoine mondial le 30 janvier 2012. L'année suivante, le Conseil international des monuments et des sites (ICOMOS), organe consultatif auprès du Comité du patrimoine mondial, a recommandé l'enregistrement. Sur la base des recommandations, l'inscription a été officiellement décidée lors du 37e Comité du patrimoine mondial de cette année.
C'était le premier site du patrimoine mondial aux Fidji et le septième site du patrimoine culturel en Océanie. Il existe de nombreux sites du patrimoine mondial qui couvrent le paysage urbain, mais c'est la première fois qu'un site océanien est enregistré.

### Nom enregistré
Les noms officiellement enregistrés en tant que sites du patrimoine mondial sont Levuka Historical Port Town (anglais) et Ville portuaire historique de Levuka (français).

### Critères d'inscription
Le Comité du patrimoine mondial a déclaré à propos des raisons de sa demande: 

« La ville portuaire historique de Levuka témoigne de l’important échange d’influences et du contact culturel qui se déroulèrent à l’époque de l’expansion maritime européenne du XIXe siècle dans la région géoculturelle des îles Pacifique. C’est un rare exemple de ville portuaire coloniale tardive, qui illustre l’hybridité culturelle de communautés non coloniales du Pacifique, avec un plan urbain où se fondent les traditions locales d’établissement et les normes coloniales. La ville témoigne de la phase industrialisée tardive de la colonisation, qui reposait sur l’extraction maritime et l’exportation. »

— Comité du patrimoine mondial

### Mesures de gestion et de protection
La ville portuaire historique de Levuka est protégée par le décret sur le patrimoine mondial des Fidji 2013, approuvé par le Conseil des ministres en avril 2013 et ensuite mis en œuvre. Le décret est appliqué par le Conseil du patrimoine mondial des Fidji, en collaboration avec le conseil municipal et le directeur de l’urbanisme et de l’aménagement du territoire. Le National Trust of Fiji, qui n'a pas de pouvoir réglementaire, dresse le Registre du patrimoine national, qui comprend la ville portuaire historique de Levuka et doit être consulté par les conseils municipaux ainsi que par le département de l’urbanisme et de l’aménagement du territoire dans leurs responsabilités réglementaires. Le plan d’urbanisme et d’aménagement du territoire de Levuka en vertu de la loi Fijian Town Planning Act est le mécanisme principal de réglementation de la construction de nouveaux bâtiments et de la modification des édifices existants dans les limites de la ville de Levuka et impose que les modifications extérieures, les démolitions ou les nouvelles constructions soient étudiées par une instance composée du conseil municipal de Levuka, de la Société historique et culturelle de Levuka, du directeur de l’urbanisme et de l’aménagement du territoire et du National Trust of Fiji. Par ailleurs, l’autorisation d'une construction peut être assujettie à des conditions fondées sur les recommandations du National Trust of Fiji ou du musée des Fidji, comme par exemple l’exigence d’un plan de gestion archéologique ou de fouilles archéologiques préalables. Les aménagements et constructions touristiques constituent un risque majeur d’impact préjudiciable sur le bien et doivent être strictement réglementés ; s’ils sont autorisés, ils doivent être conçus avec précaution et faire l’objet d’études d’impact sur le patrimoine, suivant les orientations de l’ICOMOS relatives aux biens du patrimoine culturel mondial (2011). La loi sur l’environnement régit les activités susceptibles d’altérer les terres et les eaux de la ville portuaire historique de Levuka ou des zones maritimes ou terrestres environnantes, y compris celles susceptibles de nuire aux ressources culturelles ou historiques. La loi sur la préservation des objets d’intérêt archéologique et paléontologique autorise le musée des Fidji à déclarer monument toute zone où sont supposés exister des objets d’intérêt archéologique. Sa révision est actuellement à l’étude en vue d’y intégrer le patrimoine maritime et de mettre en place le mécanisme de protection nécessaire.
En vertu du décret sur le patrimoine mondial des Fidji, un Conseil du patrimoine mondial composé de 13 membres représentant les organisations gouvernementales statutaires et non gouvernementales compétentes et présidé par le secrétaire permanent pour le ministère de l’Éducation, du Patrimoine national, de la Culture et des Arts supervise un groupe restreint représentant du Forum de gestion de Levuka et d’Ovalau. Ce Forum est composé de représentants du National Trust of Fiji, du département du patrimoine national, de la culture et des arts, du musée des Fidji, du conseil municipal de Levuka, du conseil provincial de Lomaiviti, de la Société du patrimoine de Levuka, de l’Association pour le tourisme de Levuka et Ovalau et d’autres groupes, selon les besoins. Le groupe restreint a pour rôle de mettre en œuvre le plan de gestion et d’en rendre compte au Conseil du patrimoine mondial des Fidji. Un plan de gestion a été préparé pour la ville historique de Levuka et l’île d’Ovalau entre novembre 2009 et juillet 2010, amendé en février 2013, en impliquant les parties prenantes, et validé par le ministère de l’Éducation, du Patrimoine culturel, de la Culture et des Arts.

## Sources
- (ja) Cet article est partiellement ou en totalité issu de l’article de Wikipédia en japonais intitulé « レブカの歴史的港町 » (voir la liste des auteurs).

 Cet article intègre du contenu sous licence libre.  Licence sous CC BY-SA IGO 3.0 déclaration de la licence. Texte tiré de Ville portuaire historique de Levuka,   UNESCO.